# União Recreativa dos Trabalhadores
A União Recreativa dos Trabalhadores, ou simplesmente URT, é um clube de futebol brasileiro sediado em Patos de Minas, em Minas Gerais. Atualmente, é um dos clubes mais importantes e de maior torcida da região do Alto Paranaíba e do Triângulo Mineiro.
Seu principal rival é o Esporte Clube Mamoré, contra quem realiza o Clássico do Milho. Também mantém rivalidades com o Uberlândia Esporte Clube, o Clube Atlético Patrocinense, o Uberaba Sport Club e a Associação Atlética Caldense.

## História
A URT foi fundada em 9 de julho de 1939. Surgiu numa reunião de amigos, e teve como primeiro presidente Júlio Fernandes, eleito no mesmo dia da fundação e empossado no dia 5 de agosto do mesmo ano.
A URT conseguiu suas principais conquistas nos anos de 1999 e 2000: o bicampeonato da Taça Minas Gerais. Com isso, assegurou sua participação nas edições de 2000 e 2001 da Copa do Brasil. Em 2000, estreou contra uma grande equipe: o Fluminense, do Rio de Janeiro, e só perdeu no Maracanã, tendo conseguido um empate no Zama Maciel por 1–1, gol de Ditinho. Em 2001, a URT foi eliminada pelo Mixto de Cuiabá, logo na 1ª fase.
Em 2005 foi a 3ª colocada no Campeonato Mineiro, tendo como presidente Romero Meira, ficando atrás apenas do Ipatinga e do Cruzeiro.
Em 2006, o clube novamente participou da Copa do Brasil, após a grande campanha no Campeonato Mineiro de 2005. Na estreia, jogou contra o Londrina e classificou-se a 2ª fase, vencendo os paranaenses no primeiro jogo por 3–2 no Estádio Zama Maciel e empatando no Estádio do Café. Na 2ª fase, o clube jogou contra outro time grande, o Santos Futebol Clube, dentro de casa, e perdeu por 3–1, sendo eliminado. O autor do gol da equipe foi Ditinho.
Ditinho é um dos maiores ídolos da história da "veterana". Foi artilheiro por duas vezes do campeonato mineiro da primeira divisão em 1999 e 2000.

### 2013: A volta à primeira divisão
Depois de sete anos no Módulo II, a URT voltou à Elite de Minas Gerais ao melhor estilo. Cabe destacar a estruturação empreendida pelos Gestores e a composição do Conselho Gestor formado por nove Presidentes (Sergio Vitta, Marlindo, Robertinho, Romero Meira, Dona Reizinha, Tenente Vilela, Alonso, Dr Edno e Bartolomeu).  O time conquistou o acesso vencendo o Democrata-GV por 3–0, diante da torcida no estádio Zama Maciel e ainda de quebra conquistou o título da competição. Os gols do Trovão Azul foram marcados pela dupla de ataque Robinho e Peri (2).
Em 2014, no retorno à elite, termina na 9ª colocação, com 12 pontos ganhos, permanecendo assim no módulo I do Campeonato Mineiro de Futebol.
Em 2015 faz razoável campanha conseguido terminar na 8ª posição. Desta forma garante presença no módulo I de 2016, indo para a sua terceira participação seguida na elite do futebol mineiro.
Em 2016 faz grande campanha no campeonato mineiro, terminando a primeira fase na excelente 3ª posição, ficando atrás apenas de Cruzeiro, Atlético-MG e América-MG. Na semifinal é eliminado pelo Atlético Mineiro. A colocação valeu ao clube o título de "Campeão do Interior" e as vagas ao Campeonato Brasileiro da Série D de 2016 e 2017 e à Copa do Brasil de 2017. Faz grande campanha na série D 2016, vindo a ser eliminado somente na segunda fase da competição pelo Volta Redonda, clube que viria a se sagrar campeão do torneio.
Atualmente, a equipe é um dos times interioranos de Minas Gerais mais respeitados pelos gigantes de BH. Em 2019 a equipe volta a figurar entre os principais clubes do país, disputando pela 3ª vez consecutiva a Copa do Brasil.
Em 2022 foi rebaixado no Campeonato Mineiro de Modulo I - 2022.
Em 2025, o URT disputa o Campeonato Mineiro Módulo II.

## Símbolos
| Evolução do escudo da União Recreativa dos Trabalhadores | Evolução do escudo da União Recreativa dos Trabalhadores | Evolução do escudo da União Recreativa dos Trabalhadores | Evolução do escudo da União Recreativa dos Trabalhadores | Evolução do escudo da União Recreativa dos Trabalhadores | Evolução do escudo da União Recreativa dos Trabalhadores | Evolução do escudo da União Recreativa dos Trabalhadores | Evolução do escudo da União Recreativa dos Trabalhadores |
| 1939-2000                                                | 2000-2013                                                | 2013-                                                    |                                                          |                                                          |                                                          |                                                          |                                                          |
| -------------------------------------------------------- | -------------------------------------------------------- | -------------------------------------------------------- | -------------------------------------------------------- | -------------------------------------------------------- | -------------------------------------------------------- | -------------------------------------------------------- | -------------------------------------------------------- |

## Títulos
| ESTADUAIS | ESTADUAIS                      | ESTADUAIS | ESTADUAIS   |
|           | Competição                     | Títulos   | Temporadas  |
| --------- | ------------------------------ | --------- | ----------- |
|           | Taça Minas Gerais              | 2         | 1999 e 2000 |
|           | Campeonato Mineiro - Módulo II | 1         | 2013        |
|           | Campeonato Mineiro do Interior | 2         | 2016 e 2017 |

### Campanhas de destaque
- 3º lugar - Campeonato Mineiro: 2005.
- 4º lugar - Campeonato Mineiro: 2016 e 2017.
- Vice-campeã - Campeonato Mineiro - Módulo II: 1994 e 1998.
- Vice-campeã - Campeonato Mineiro - Segunda Divisão: 1991

### Outras conquistas
- Taça Major Ernesto Dorneles: 1940.
- Campeonato do Alto Paranaíba: 2 vezes (1955 e 1956).
- Taça Patos Ipiranga: 1961.
- Taça Dr. Izídio Barbosa Santos: 1963.
- Taça Rainha Nacional do Milho: 1966.
- Taça Três Irmãos: 1967.
- Segunda Chave do Triângulo: 1967.
- Torneio da 1ª Festa Nacional do Milho: 1967.
- Taça Patos: 2 vezes (1973 e 1976).
- Torneio Paralelo: 1976.
- Campeonato Amador da L.P.D: 3 vezes (1980, 1982 e 1983).
- Torneio Quadrangular Dr. José Ribeiro de Carvalho: 1983.
- Torneio Centenário de Patos de Minas: 1992.

### Títulos das categorias de base
- Campeonato Aspirante Amador: 1956.
- Torneio Dente de Leite: 1974.
- Campeonato Juvenil de Patos de Minas: 1976.
- Taça Regional Sub-17: 3 vezes (2000, 2007 e 2008).

## Estatísticas

### Participações
|  | Participações em 2026 |

| Competição   | Competição           | Temporadas | Melhor campanha       | Anos                                                                    | P | R |
| Minas Gerais | Campeonato Mineiro   | 24         | 3ª colocada (2005)    | 1976–1977, 1992–1993, 1995–1996, 1999–2006, 2014–2022, 2026             |   | 5 |
| Minas Gerais | Módulo II            | 27         | Campeã (2013)         | 1961, 1965–1968, 1978, 1984–1991, 1994, 1997–1998, 2007–2013, 2023–2025 | 6 | – |
| Minas Gerais | Troféu Inconfidência | 1          | Vice-campeã (2021)    | 2021                                                                    |   |   |
| Brasil       | Série C              | 1          | 69ª colocada (1995)   | 1995                                                                    | – | – |
| Brasil       | Série D              | 5          | 6ª colocada (2017)    | 2016–2019, 2022                                                         | – |   |
| Brasil       | Copa do Brasil       | 7          | 2ª fase (2006 e 2019) | 2000–2001, 2006, 2017–2019, 2022                                        |   |   |

## Históricos em Competições oficiais

### Temporadas
Legenda:
| Campeão Vice-campeão Eliminado na semifinal | Campeão do Interior e classificado para Copa do Brasil Campeão e promovido à divisão superior Promovido à divisão superior |

### Retrospecto em competições oficiais
Última atualização: Série D de 2019.
| Competição | Competição | Temporadas | Títulos | Pts. | J  | V  | E  | D | GP | GC |
| ---------- | ---------- | ---------- | ------- | ---- | -- | -- | -- | - | -- | -- |
| Brasil     | Série C    | 1          | —       | 8    | 6  | 2  | 2  | 2 | 8  | 7  |
| Brasil     | Série D    | 4          | —       | 51   | 34 | 13 | 12 | 9 | 33 | 27 |

 Pts Pontos obtidos, J Jogos, V Vitórias, E Empates, D Derrotas, GP Gols Pró e GC Gols Contra